# Italofonia
     Stati dove l'italiano è lingua ufficiale
     Stati dove l'italiano è stata lingua ufficiale
     Sono presenti comunità italofone

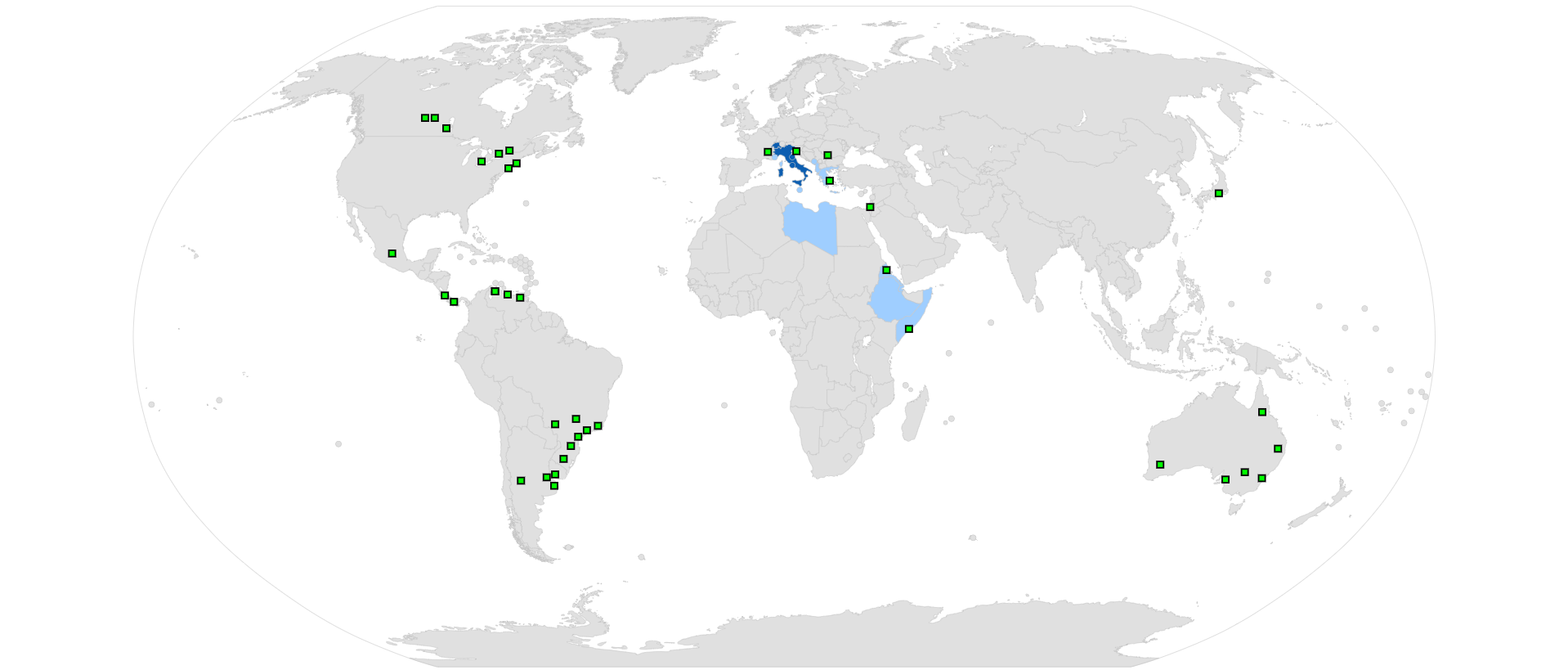
Mappa dell'italofonia nel mondo
Stati dove l'italiano è lingua ufficiale
Stati dove l'italiano è stata lingua ufficiale
Sono presenti comunità italofone

L'area dell'italofonia è l'insieme dei paesi e delle persone che parlano l'italiano come lingua madre (L1), lingua ufficiale o come seconda lingua (L2). Il termine è attestato nei dizionari dal 1963.
In generale, secondo Ethnologue al 2020 la lingua italiana è parlata da 68 milioni di persone, di cui 64,6 milioni circa sono parlanti L1 e 3,1 milioni circa sono parlanti L2. Tuttavia, ci sono fonti secondo cui il numero totale di italofoni, tra madrelingua e non, si attesterebbe sugli 80 milioni nell’Unione europea (il 18% dei 446 milioni di cittadini dell’unione sarebbero in grado di parlarlo o ne conoscerebbero le basi), senza contare i Paesi extraeuropei. I parlanti di italiano risiedono prevalentemente in Italia, ma alcuni milioni di parlanti L1 e L2 sono sparsi nel mondo.

## Italofonia ufficiale
| Paese              | Abitanti (anno)   | Cittadini italofoni L1 | %     | Diffuso come | Note |
| ------------------ | ----------------- | ---------------------- | ----- | ------------ | --- |
| Città del Vaticano | 836 (2012)        | 744                    | 89%   | 1ª lingua    | Co-ufficiale assieme al latino, lingua ufficiale della Santa Sede. |
| Croazia            | 4 284 889 (2011)  | 18 573                 | 0,42% | 3ª lingua    | Co-ufficiale e parificato al croato nella regione istriana. |
| Italia             | 60 483 973 (2017) | 57 095 000             | 95%   | 1ª lingua    | |
| San Marino         | 33 328 (2018)     | 32 448                 | 100%  | 1ª lingua    | |
| Slovenia           | 2 050 189 (2011)  | 2 258                  | 0,11% | 3ª lingua    | Lingua co-ufficiale e parificata allo sloveno nei comuni di Ancarano, Capodistria, Isola d'Istria e Pirano, nella regione del Litorale, che include anche la parte slovena dell'Istria. |
| Svizzera           | 7 944 566 (2013)  | 643 510                | 8,1%  | 3ª lingua    | Lingua ufficiale e nazionale in tutta la federazione svizzera. Unica lingua ufficiale in Canton Ticino e co-ufficiale assieme al tedesco e al romancio nel Canton Grigioni.             |

## Italofonia non ufficiale
L'italiano ha una diffusione significativa in diversi Paesi in cui non è lingua ufficiale: è la quarta lingua straniera più studiata al mondo e l'ottava più usata dagli utenti di Facebook.
Questa diffusione è legata a vicende storiche di vario genere: 
1. annessione ad altri Paesi e influenza storica: perdita di territori con intense relazioni politiche e commerciali con la penisola italiana e le cui popolazioni, in varie epoche, facevano riferimento all'Italia (Nizzardo, Corsica, Istria, Dalmazia, etc..).
2. diffusione per emigrazione: l'italiano è stato diffuso dagli emigranti italiani delle diverse epoche, o appreso dai loro discendenti che lo hanno affiancato o sostituito ai rispettivi dialetti.
3. presenza coloniale: la lingua italiana si è diffusa attraverso la colonizzazione italiana, sia con il suo apprendimento da parte dei nativi che con l'arrivo dei coloni italiani.
4. studio come seconda lingua da parte di cittadini stranieri, residenti all'esterno o all'interno dei territori italofoni. Per ragioni economiche e culturali, la lingua italiana gode infatti di crescente popolarità nel mondo.

### Perdita di territori o zone di lunga influenza
Esistono aree in Europa e nel mondo dove la «lingua del sì» è da secoli conosciuta da parti anche molto importanti della popolazione, pur non essendo più la lingua ufficiale, dopo alterne vicende storiche, o non essendolo mai stata.
Al primo caso appartengono Malta, il Principato di Monaco, parte del Nizzardo, la Corsica, la Dalmazia, altre località del Quarnaro e le Bocche di Cattaro.
Al secondo caso appartiene la regione dei Balcani, in particolar modo l'Albania e la Grecia.

### Diffusione per emigrazione
In altre nazioni, a causa della forte e prolungata emigrazione italiana nel mondo, esistono importanti comunità italiane, che hanno mantenuto una presenza significativa principalmente negli Stati Uniti d'America, in Messico, in Brasile, in Argentina, in Venezuela, in Uruguay, in Australia, in Canada, in Francia, in Germania, in Belgio, in Cile, nel Regno Unito e nei cantoni non italofoni della Svizzera.
La lingua italiana ha in parte influenzato lo spagnolo parlato in Argentina e in Uruguay, grazie alla forte immigrazione, anche se molti italianismi diffusisi in Argentina e Uruguay soprattutto nel lunfardo, il peculiare argot di Buenos Aires e Montevideo, sono ormai considerati arcaicismi in castigliano, oppure hanno mutato il loro significato rispetto alla voce italiana che li ha originati. Simile influenza, ma meno accentuata e limitata ad alcuni aspetti fonetici, viene registrata anche nel portoghese parlato a San Paolo e nel Brasile meridionale (in Rio Grande do Sul una varietà della Lingua veneta chiamata talian è diffusa nella regione montuosa dello stato).
In passato la lingua italiana era usata da comunità storiche di emigrati in numerose altre località del bacino mediterraneo (da Gibilterra alla Crimea, da Costantinopoli all'Algeria passando per Tunisi, Alessandria d'Egitto e il Libano).

### Ex-colonie
Prima della seconda guerra mondiale l'italiano era piuttosto diffuso anche nelle ex-colonie italiane dell'Africa Orientale Italiana (AOI), in Libia e nel Dodecaneso.
Negli ultimi anni la diplomazia italiana sta cercando in questi paesi di affiancare agli interessi commerciali e politici anche la promozione della lingua italiana. Riguardo alla Somalia, per esempio, il ministero degli esteri ha dichiarato esplicitamente di puntare alla diffusione dell'italiano come lingua veicolare attraverso la promozione degli aspetti culturali ed economici.
In Eritrea è insegnata soprattutto nella capitale Asmara, dove è presente un istituto omnicomprensivo italiano. 
Anche in Etiopia, ad Addis Abeba, opera un istituto comprensivo in lingua italiana.

### Studio dell'italiano all'estero
Dati del 2000 pubblicati nell'indagine Italiano 2000, promossa dal ministero degli esteri e diretta dal linguista Tullio De Mauro dell'Università "La Sapienza" di Roma, evidenziano come l'italiano sia la quarta lingua straniera di seconda scelta più studiata nel mondo.
Il ministero degli esteri censisce, nella propria rete, 90 istituti di cultura, 179 scuole italiane all'estero e 111 sezioni italiane presso scuole straniere.
Nel Canada anglofono l'italiano è la seconda lingua più studiata dopo il francese, mentre negli Stati Uniti e in Regno Unito è la quarta lingua straniera più studiata dopo francese, spagnolo e tedesco.
Nell'Europa dell'Est l'italiano risulta essere studiato con alte percentuali; in Ungheria è la seconda lingua studiata dopo l'inglese, in Russia contende la seconda piazza a francese e tedesco, mentre in Ucraina un'indagine dell'Accademia delle Scienze di Kiev la colloca al primo posto tra le lingue straniere studiate. A Vienna l'italiano è, dopo l'inglese, la lingua straniera più studiata. Caso notevole è il Montenegro, dove la lingua italiana è stata introdotta nel 1995 nel secondo ciclo della scuola dell'obbligo, ma anche come lingua facoltativa in alcune scuole elementari. Attualmente ben 30 000 studenti di tre facoltà universitarie hanno scelto l'italiano, su una popolazione nazionale di appena 600 000 abitanti.
Si riscontra poi una sensibile crescita dell'apprendimento dell'italiano come lingua seconda in tutta l'Africa subsahariana: il fenomeno è caratterizzato da bassi numeri assoluti, ma mostra dinamiche di forte crescita. Nel 2010, solo nelle istituzioni pubbliche, la stima per l'Africa subsahariana era di circa 11 586 studenti di italiano, di cui circa 5 900 (il 50%) nell'Africa francofona. Per dare una idea della crescita, alla fine degli anni 1970 il numero di studenti in strutture pubbliche dell'Africa francofona era di appena 500 unità.
La diffusione della lingua italiana nel mondo è promossa anche con l'ausilio di programmi radiotelevisivi, di cui si occupano la Comunità radiotelevisiva italofona (CRI) e Rai Internazionale, che promuovono notiziari, canali tematici, programmi radio e riviste elettroniche di portata internazionale in italiano, per permettere alla comunità italofona di fruire di uno spazio comune di informazione e confronto in lingua italiana.

## Stime numeriche dell'italofonia
Come per la maggior parte delle lingue, anche per l'italiano mancano censimenti attuati periodicamente da una o poche istituzioni a livello globale. Per avere una idea del numero complessivo di italofoni a livello globale, si può ricorrere a metodi differenti.

### Cittadinanza e discendenza
Un primo approccio alla stima del numero di italofoni nel mondo può essere il conteggio dei cittadini italiani in Italia e all'estero, di cui si assume oggigiorno una italofonia almeno sufficiente, a cui si sommano gli italiani etnici (gli emigranti e i discendenti della emigrazione italiana), e gli stranieri residenti in Italia.

Si tratta tuttavia di un approccio non facilmente verificabile, poiché esclude: 
- italofoni di etnia non italiana e non residenti in Italia, che imparano l'italiano per altre ragioni (personali, lavorative, ecc.);
- italiani etnici di aree tradizionalmente italofone esterne all'Italia, quali Svizzera (specie il Canton Ticino e il Canton Grigioni), Istria, Dalmazia, Malta.

L'approccio inoltre include:
- italiani etnici che non necessariamente parlano italiano. Nelle zone tradizionali di emigrazione, il rapporto tra oriundi italiani e italofoni vede spesso prevalere la prima componente.

Applicando questo approccio, l'italofonia nel mondo riguarda circa 250 milioni di individui, tra i quali si contano:
1. oltre 60 milioni di cittadini italiani, di cui il 95% madrelingua italiana, e la quasi totalità del restante 5% parlante italiano come lingua seconda.
2. circa 4,5 milioni di cittadini italiani residenti all'estero, oltre agli studenti Erasmus e a chi vive temporaneamente all'estero);
3. 80 milioni di discendenti degli emigrati italiani[10]. In assoluto la diaspora italiana è seconda solo a quella cinese;
4. gli italofoni madrelingua e lingua seconda cittadini degli altri paesi in cui l'italiano è ufficiale o coufficiale, o cittadini di paesi in cui l'italiano non gode di riconoscimenti ufficiali;
5. gli italofili di tutto il mondo.

### Raccolta delle statistiche disponibili
Un secondo approccio consiste nel reperire, dove possibile, i dati statistici sull'italofonia disponibili nei vari paesi.

Anche questo approccio presenta diversi limiti:
- le definizioni di abilità linguistica possono essere differenti, così come le metodologie statistiche adottate per la rilevazione;
- in alcuni paesi l'importanza della questione linguistica può interferire nella rilevazione oggettiva dei dati, rilevabili secondo parametri che tendano a manipolarli in funzione di scopi politici (o altri) a favore o contro la componente italofona della popolazione.
- gli anni di rilevazione sono spesso differenti. Una eccessiva differenza dovrebbe suggerire prudenza nel sommare le differenti stime.

Tuttavia, l'approccio dovrebbe garantire una maggiore oggettività rispetto ad altri metodi, dati:
- l'uso di metodi statistici generalmente esposti e verificabili, presentati e dettagliati nelle rilevazioni;
- la generale verificabilità dei macrodati elaborati dai vari istituti nazionali di statistica o dai ricercatori nel corso dei loro studi, messi a disposizione del pubblico e di altre istituzioni nazionali e internazionali.
- differenze non eccessive tra gli anni di rilevazione consentono comunque di avere una idea del numero di italofoni globale, poiché i cambiamenti avvengono generalmente in decenni, non in pochi anni.

| Paese                                                      | Parlanti madrelingue | Parlanti L2                |
| ---------------------------------------------------------- | -------------------- | -------------------------- |
| Albania                                                    | N.D.                 | 1 200 000-1 600 000 (2010) |
| Australia                                                  | 316 893 (2006)       | N.D.                       |
| Bosnia ed Erzegovina                                       | N.D.                 | N.D.                       |
| Canada                                                     | 660 945 (2006)       | N.D.                       |
| Croazia                                                    | 18 573 (2011)        | 985.524 (2011)             |
| Giappone                                                   | N.D.                 | 360 000 (2013)             |
| Guatemala                                                  | N.D.                 | 4 400 (2012)               |
| Montenegro                                                 | 454 (2013)           | 12 000 (2007)              |
| Svizzera                                                   | 643 510 (2013)       | N.D.                       |
| Unione europea a 27 Italia inclusa, Croazia esclusa (2012) | 58 500 000 (2012)    | 13 500 000 (2012)          |
| Slovenia                                                   | 3 762 (2002)         | 309 400 (2006)             |
| Stati Uniti                                                | 723 632 (2011)       | 80 752 (2009)              |
| Tunisia                                                    | N.D.                 | 31 500 (2007-2009)         |
| Venezuela                                                  | N.D.                 | 200 000 (2011)             |
| Malta                                                      | 8 909 (2014)         | 383 067 (2014)             |

## Diffusione dell'italiano in Europa

Diffusione dell'Italiano nell'Unione Europea, nel Regno Unito e in Turchia, sia come madrelingua che come seconda o terza lingua.

Secondo un sondaggio dell'Unione europea a 15, relativo al 2001, l'italiano è al secondo posto per numero di parlanti madrelingue in ambito comunitario (16%), dopo il tedesco (24%) e accanto a francese e inglese, ma è quarta (18%) per numero di parlanti totale (madrelingua e non).
Il sondaggio statistico Eurobarometro, condotto dalla Commissione europea su un campione di cittadini dei 25 stati dell'Unione, ha confermato nel 2006 la seconda posizione dell'italiano quanto a numero di madrelingua comunitari, preceduta solo dal tedesco (18%), a pari merito con l'inglese (13%), e davanti al francese (12%).
Lo stesso Eurobarometro colloca l'italiano al sesto posto fra gli idiomi più parlati come L2 (3%), corrispondente a 14 milioni di persone, e preceduto da inglese (38%), francese (14%), tedesco (14%), spagnolo (6%) e russo (6%). L'italiano risulta parlato come seconda lingua a Malta dal 61% della popolazione, in Slovenia dal 15%, in Croazia dal 14%, in Austria dall'11%, in Romania dall'8%, in Francia, Grecia e Lussemburgo dal 6% della popolazione e a Cipro dal 4% della popolazione.
Tutti i risultati del 2006 sono stati riconfermati dal rapporto del 2012, dal quale emergono percentuali analoghe a quelle sopra citate.
L'italiano è inoltre una delle lingue ufficiali e nazionali della Svizzera, che pur non essendo membro dell'Unione europea intrattiene con questa intense relazioni economiche, politiche e culturali. La lingua italiana è molto parlata e studiata anche in altri paesi non-membri dell'UE, come Albania e Montenegro, per via dei loro legami storici e della vicinanza geografica con l'Italia.

### Albania
La buona conoscenza dell'italiano in Albania è principalmente dovuta alle tv e radio italiane, che possono essere viste attraverso una antenna televisiva, oltre che ai continui spostamenti, per questioni economiche, di albanesi sul suolo italiano. Tuttavia il ruolo propulsivo della televisione italiana, in assenza di interventi strutturali di sostegno alla diffusione dell'italiano, risulta in calo.
Pur non essendo ancora disponibili censimenti sulla diffusione dell'italiano in Albania, gli studi campionari dei linguisti albanesi e italiani stimano che l'italiano sia compreso dal 60-70% della popolazione totale, e che il 40-50% degli albanesi sappia parlare italiano. Le cifre oscillano quindi tra 1 200 000 e 1 600 000 individui capaci di parlare la lingua italiana, concentrati specialmente nelle grandi città e su tutta la costa.
Restringendo la fascia di età agli individui più giovani, le percentuali aumentano: nel 2008 il 58% degli adolescenti tra i 13 e i 18 anni parlava italiano, anche se la percentuale era inferiore rispetto al 72% registrato nel 2000.
Il Programma Illiria, avviato nel 2002 in seguito a un accordo tra Italia e Albania - e rinnovato nel 2012 - nelle terze classi delle scuole dell'obbligo e nelle prime classi delle Scuole secondarie superiori in tutti i distretti scolastici albanesi, ha l'obiettivo di introdurre l'insegnamento dell'italiano come prima lingua straniera. Il programma ha raggiunto l'obiettivo iniziale di raggiungere una quota del 10% degli alunni che studiano le lingue straniere entro il 2010, e si prefigge ora di consentire la scelta dell'italiano come prima lingua straniera in tutte le scuole albanesi in cui si prevede lo studio di una o più lingue straniere.

### Bulgaria
Dall'inizio degli anni novanta in questo paese, così come in generale in tutta l'area dei Balcani, la lingua italiana sta assistendo a una diffusione esponenziale, le cui ragioni travalicano le tradizionali motivazioni culturali: l'italiano viene infatti appreso principalmente per ragioni di lavoro. Dalla caduta del Muro di Berlino, nel 1989, si è verificata una progressiva intensificazione delle relazioni commerciali, accompagnata da un costante aumento degli investimenti diretti delle piccole e medie imprese italiane sul suolo bulgaro. La natura medio-piccola delle imprese investitrici, che a differenza delle multinazionali non impiegano l'inglese, lo spagnolo o il francese, ma l'italiano come lingua veicolare, ha contribuito a incrementare la domanda di insegnamento della lingua italiana già insegnata dagli istituti scolastici e universitari del paese. Di fondamentale importanza si è rivelato anche il supporto del ministero degli esteri, che dalla metà degli anni 1990 ha concluso numerosi accordi bilaterali con scuole e università, e la Società Dante Alighieri, principale formatore degli insegnanti di italiano dell'Est Europa.
L'offerta di insegnamento della lingua italiana in Bulgaria è attualmente ricca e variegata, benché la sua concentrazione quasi esclusiva nei maggiori centri del paese - principalmente Sofia, Varna e Plovdiv - penalizzi la domanda localizzata nelle aree rurali. Gli enti culturali italiani rispondono alla crescente domanda lavorativa di apprendimento dell'italiano organizzando corsi specifici: l'Istituto Italiano di Cultura di Sofia è attualmente l'unico dell'Est Europa ad aver istituito corsi per il settore bancario e finanziario, mentre la Dante Alighieri offre un sistema di formazione a distanza per raggiungere più facilmente le aree rurali, organizzando dal 2008 corsi di italiano aziendale.
Nel campo della cooperazione scolastica tra il ministero degli esteri italiano e il ministero dell'istruzione bulgara, iniziata nel 1992 e rinnovata nel 2006, le iniziative a favore dell'insegnamento della lingua italiana a tutti i livelli sono aumentate in modo rilevante, raggiungendo, nel complesso, circa 13.000 studenti, in 54 istituti, grazie a una rete di 250 insegnanti. In 48 di questi istituti, l'italiano è insegnato come seconda o terza lingua, mentre nei restanti 6 è attivo l'indirizzo specialistico con lo studio dell'italiano come prima lingua.
Nel 2005, presso l'Ambasciata d'Italia in Bulgaria, è stato istituito l'Ufficio Scuole per gestire e migliorare il complesso dell'offerta di insegnamento dell'italiano nel settore dell'istruzione. L'Ufficio controlla:
- l'andamento delle sezioni di lingua italiana;
- il coordinamento tra MAE e le singole scuole, nonché per l'invio di professori di ruolo dall'Italia e per i finanziamenti annuali;
- il rilascio delle Dichiarazioni di valore, documenti ufficiali per la convalida del titolo di studio che ne permettono la spendibilità in Italia, sia per motivi di lavoro che di studio. Attualmente sono rilasciate circa 600 dichiarazioni di valore all'anno: di cui 250 sono utilizzate per studio e 350 per lavoro;
- verifica dell'applicazione degli accordi culturali e scolastici stipulati[41].

Particolarmente attiva è poi anche la collaborazione interuniversitaria, definite da diversi protocolli di intesa e convenzioni stipulate tra i singoli atenei dei due paesi. Le tre università bulgare attivi su questo fronte sono l'Università San Clemente d'Ocrida di Sofia, la Nuova Università Bulgara e l'Università Paisii Hilendarski di Plovdiv, che hanno stipulato accordi, tra gli altri, con La Sapienza di Roma, l'ateneo Siena, con le università di Modena e Reggio Emilia, di Bari, di Torino, di Milano e di Firenze.

### Città del Vaticano
Nella Città del Vaticano è usata correntemente ed è la lingua coufficiale della Santa Sede assieme al latino. Per tale motivo è diventata "lingua franca" della Santa Sede e le gerarchie ecclesiastiche spesso la usano per comunicare tra di loro.

### Crimea
In Crimea (contesa tra Ucraina e Russia) è presente, principalmente nella città di Kerč', una piccola comunità storica di discendenti di Italiani, emigrati all'inizio del XIX secolo e conosciuti come italiani di Crimea. La comunità odierna è di circa 500 persone, tutti italofoni e iscritti alla locale associazione degli italiani etnici. Nel 2015 agli italiani di Crimea è stato riconosciuto dal governo russo lo status di minoranza perseguitata e deportata durante lo Stalinismo.

### Croazia

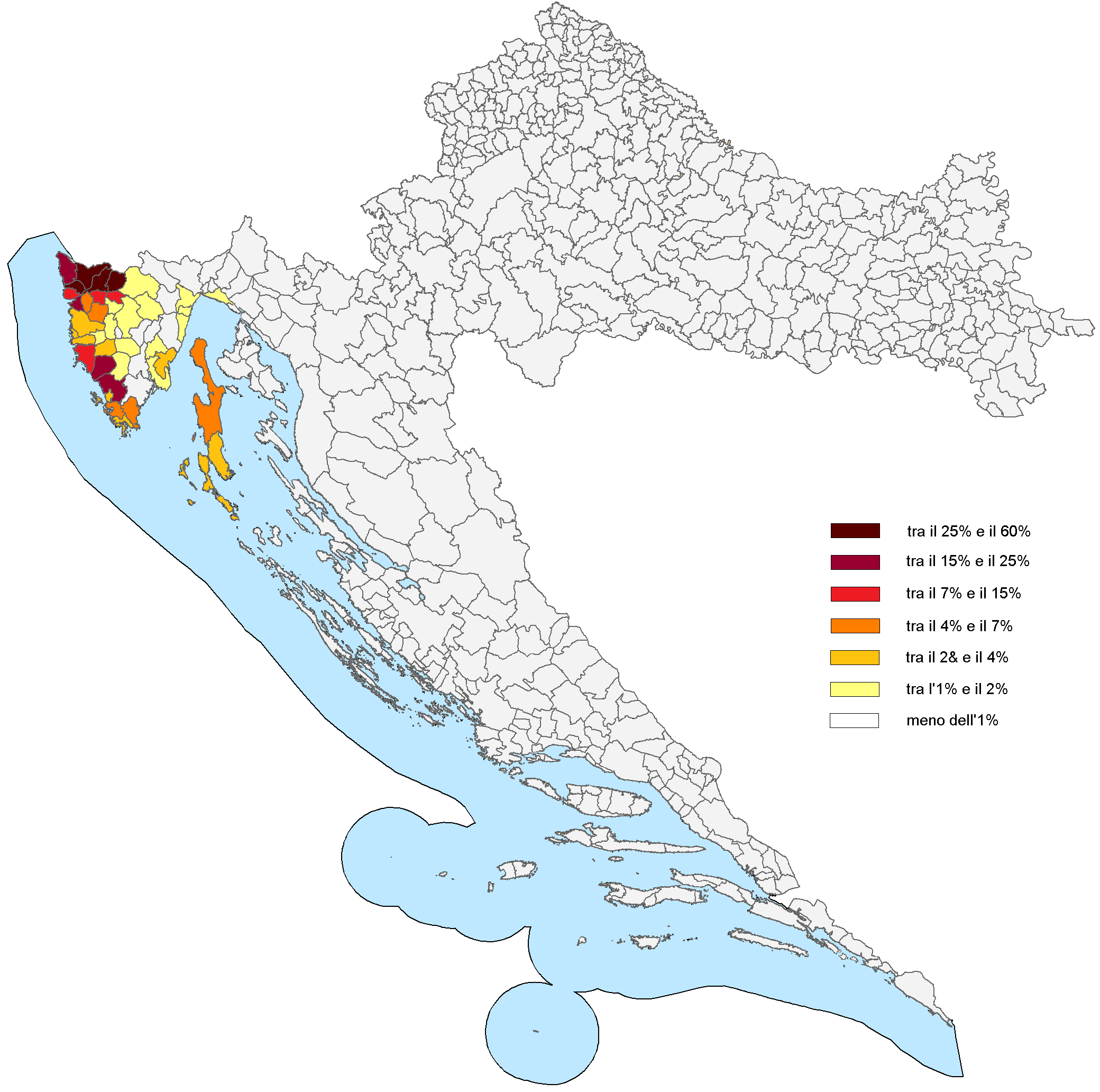
Distribuzione degli italofoni madrelingua nei comuni della Croazia (2011).

Nella Regione istriana, in Croazia, l'italiano è lingua ufficiale a livello regionale insieme al croato (parlata dal 7,69% della popolazione secondo il censimento ufficiale del 2001), e a livello comunale a: Buie, Castellier-Santa Domenica, Cittanova, Dignano, Fasana, Grisignana, Lisignano, Montona, Orsera, Parenzo, Portole, Rovigno, Torre-Abrega, Umago, Valle d'Istria, Verteneglio, Visignano, Visinada.
Secondo Ethnologue e Dieta Istriana, i parlanti italiano in Istria sarebbero almeno il 25%, e pure gran parte della popolazione croata della costa lo conoscerebbe. Anche in Dalmazia molti sono coloro che comprendono l'italiano.

### Francia
In Francia l'italiano è compreso da buona parte della popolazione della Corsica (anche grazie alla notevole similitudine tra la lingua corsa e i dialetti toscani, e quindi con l'italiano stesso). In Corsica inoltre (ceduta alla Francia dalla Repubblica di Genova con il trattato di Versailles del 15 maggio 1768), fino al 1859, l'italiano fu di fatto lingua coufficiosa dell'isola, assieme al francese. A Bastia si stampava un'edizione locale del quotidiano Il Telegrafo di Livorno e buona parte della borghesia locale si formava presso l'Università di Pisa. In seguito, i titoli accademici conseguiti in Italia non furono più riconosciuti, obbligando così i corsi a rompere i loro antichi legami con la Toscana.

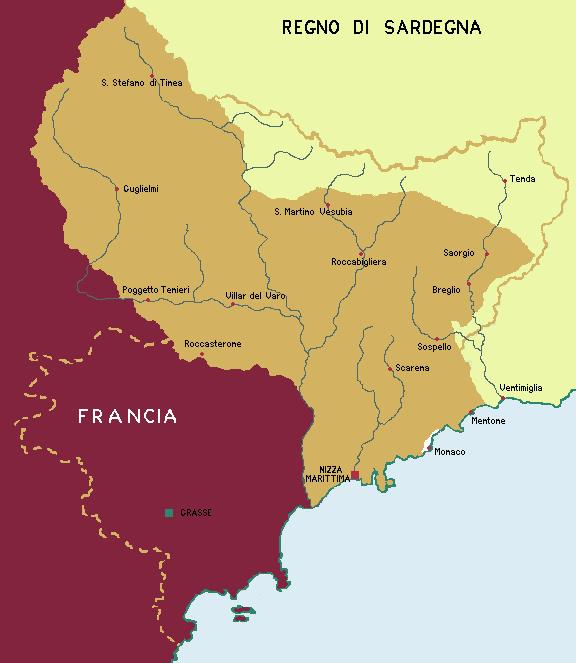
L'area arancione è stata annessa alla Francia nel 1860; l'area gialla a sud della linea di demarcazione, a parte il territorio di Monaco, è stata annessa alla Francia nel 1947

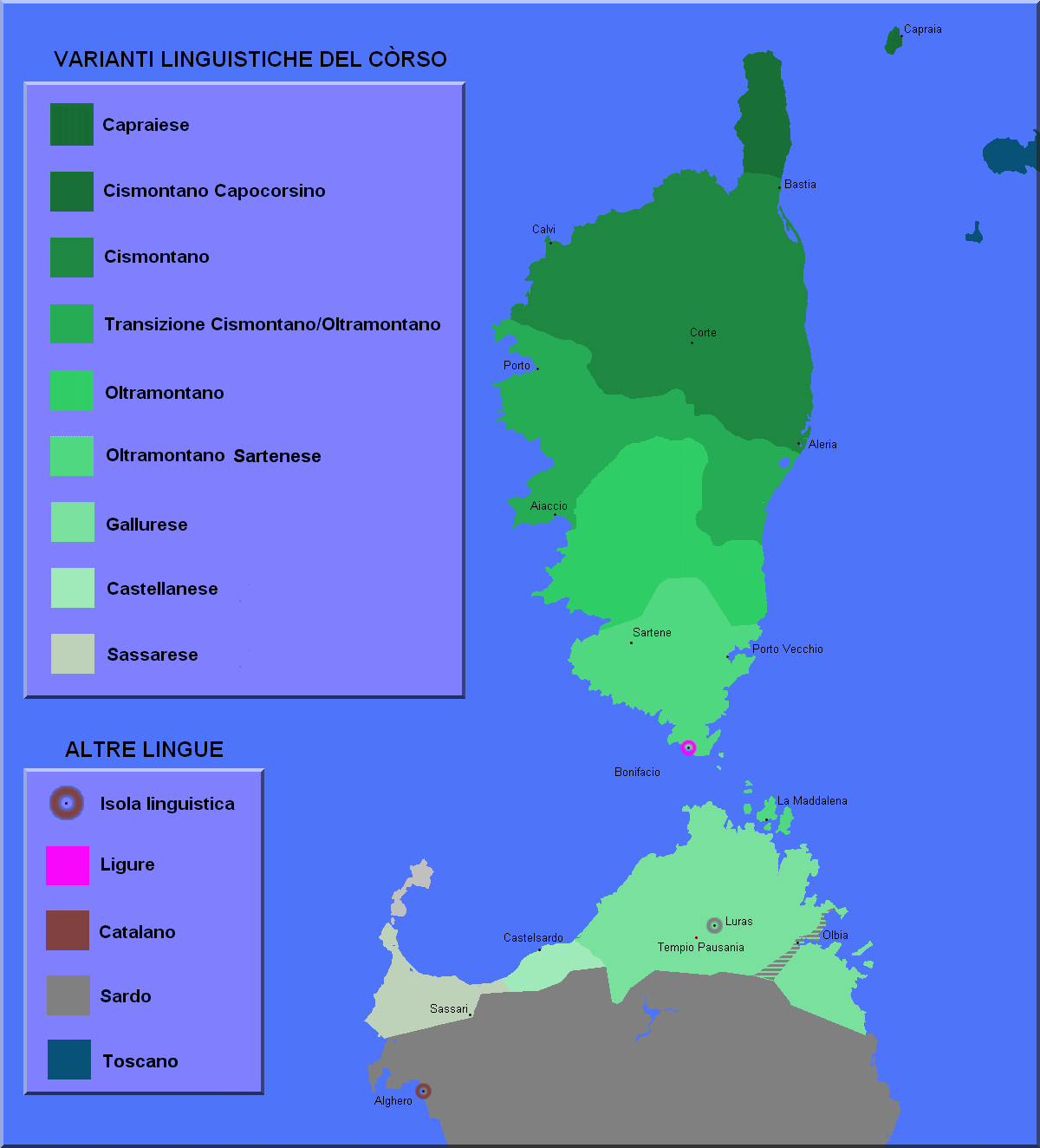
Aree dialettali della lingua còrsa

L'italiano è pure compreso, se pur non parlato, nel Nizzardo (in cui, oltre al francese che è la lingua ufficiale, si parlano il nizzardo e, in alcuni paesi, anche il ligure). L'area di Nizza fu ceduta alla Francia in periodi diversi: la gran parte nel 1860, Tenda, Briga Marittima e alcune frazioni furono ceduti al termine della Seconda guerra mondiale.

### Macedonia
Lo studio dell'italiano è da tempo in crescita in Macedonia, al punto che sin dalla metà degli anni 2000 la lingua italiana è la seconda lingua straniera studiata dopo quella inglese, davanti a tedesco, francese e russo. Inserita dal 2003 nell'offerta formativa delle scuole medie del paese, negli anni successivi l'offerta di corsi di italiano si è allargata a tutto il ciclo dell'obbligo, dalle elementari alle superiori, e coinvolge oggi 26 istituti, tra pubblici e privati. L'italiano è inoltre insegnato in quattro differenti atenei universitari: l'Università dei Santi Cirillo e Metodio, a Skopje, nella quale ha sede dal 1997 l'unica cattedra di italianistica del paese, l'Università Statale e l'Università Europea del Sud-Est a Tetovo e l'Università di Goce-Delcev a Stip. Nel 2005, nella sola Università dei Santi Cirillo e Metodio, si contavano 400 studenti di italiano nei quattro anni di corso.

### Malta
L'italiano è diffuso anche a Malta dove è parlato e compreso dalla maggior parte della popolazione grazie ai programmi televisivi e all'insegnamento scolastico e universitario. In queste isole l'italiano fu lingua ufficiale assieme all'inglese fino al 1936, anno in cui fu sostituito dal maltese che si affiancò all'inglese della dominazione britannica. Pur non godendo oggi di alcun riconoscimento ufficiale, storicamente la lingua italiana è impiegata da secoli dalla popolazione maltese, soprattutto nei rapporti commerciali e turistici con gli italofoni. Dopo un lungo periodo di marginalizzazione, a causa degli avvenimenti del secondo conflitto mondiale, dagli anni '60 l'italiano tornò progressivamente a diffondersi nell'arcipelago, con la trasmissione dei programmi RAI a partire dal 1957, la riapertura dell'Istituto Italiano di Cultura nel 1974, la larga diffusione di giornali e periodici italiani, l'incremento dell'afflusso turistico dall'Italia e la liberalizzazione delle TV private dell'isola, libere di trasmettere anche in lingua italiana. La diffusione dell'italiano è cresciuta ulteriormente negli ultimi trent'anni: nelle rilevazioni del 2002 e del 2003 il 2% della popolazione è risultata madrelingua italofona e il 67% dei maltesi è in grado di parlare italiano correttamente. Questa percentuale sale all'83% se si considerano anche le persone che hanno una base della lingua, una percentuale vicinissima a quella dei locutori inglesi (88% della popolazione). A fronte di questa crescita, secondo i linguisti, l'italiano non può più considerarsi una semplice lingua straniera per gli abitanti dell'arcipelago, in quanto la percentuale di locutori è seconda solo alle due attuali lingue ufficiali (maltese, al 100%, e inglese, al 88%), e nettamente superiore a quelle di francese (16%), tedesco (4%) e arabo (2%).
Secondo uno studio effettuato nel 2011 la lingua italiana risulta parlata correttamente dal 41,34% dei maltesi.
La Costituzione dello Stato prevede l'introduzione di altre lingue ufficiali e, vista la larga diffusione dell'italiano, non è escluso che in futuro possa tornare a essere una lingua ufficiale. Nel 2003 il Presidente della Repubblica Italiana Carlo Azeglio Ciampi aveva avanzato la proposta di ristabilire l'italiano come lingua ufficiale dell'isola.

### Montenegro
In Montenegro, precisamente presso Cattaro, ha sede la Comunità Nazionale Italiana del Montenegro che raccoglie oltre 500 abitanti presso le Bocche del Cattaro di lingua italiana o veneta da mar. A partire dal 1995 l'italiano è stato inserito come lingua straniera nel secondo ciclo della scuola dell'obbligo, ed è oggi insegnato in tutte le scuole superiori della costa e nelle maggiori città dell'interno, quali la capitale Podgorica, Cettigne e Nikšić. Le maggiori difficoltà riguardano attualmente il reperimento di docenti di lingua preparati, data la crescente domanda di insegnamento.

### Principato di Monaco
Nel Principato di Monaco, anche grazie all'immigrazione dall'Italia, la comunità italiana costituisce il 16% dei residenti del Paese (ma secondo gli ultimi dati del ministero degli esteri italiano, relativi alla fine del 2004, i cittadini italiani costituirebbero ben il 21%). Nonostante non abbia un riconoscimento ufficiale, l'italiano è la seconda lingua madre del Principato dopo il francese, unico idioma ufficiale dello Stato, e subito prima del monegasco, una variante del ligure, che invece gode dello status di lingua nazionale e come tale viene tutelato e insegnato in alcune scuole.

### Serbia
A partire dal 2001 la lingua italiana è stata inserita nei programmi didattici delle scuole primarie e secondarie, e dal 2007 è uno degli idiomi inclusi nel Concorso nazionale di lingue straniere, mentre a Belgrado la scuola Terzo Liceo ha istituito una intera sezione bilingue serbo-italiana.. Dal 2009, poi, l'italiano è stato introdotto anche a livello universitario.

### Slovenia

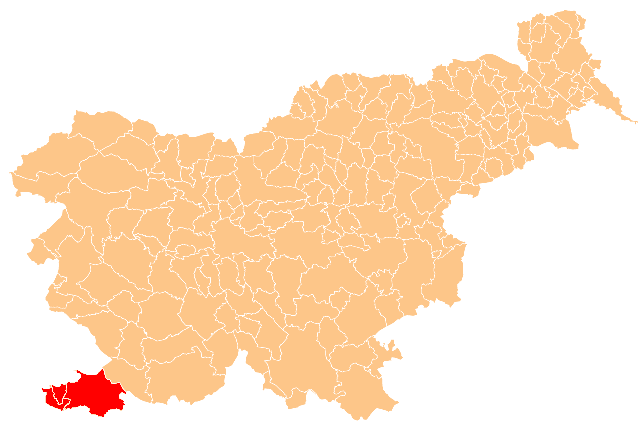
Area di insediamento della comunità di madrelingua italiana in Slovenia
 In Slovenia l'italiano è lingua ufficiale (con lo sloveno) nei quattro comuni costieri di Ancarano, Capodistria, Isola d'Istria e Pirano.
 
L'articolo 64 della Costituzione slovena riconosce diritti particolari alla comunità nazionale autoctona italiana. In particolare, gli italofoni autoctoni sloveni hanno diritto:
(Costituzione della repubblica Slovena, Articolo 64)
Tali diritti sono garantiti costituzionalmente dallo stato sloveno, materialmente e moralmente.

Alla comunità nazionale autoctona si aggiungono poi i cittadini italiani residenti in Slovenia: l'unione di queste due componenti costituisce il gruppo etnico degli sloveni italiani.
In particolare riferimento al sistema educativo e scolastico è da notare come, in seguito alle leggi del 1996 sulle istituzioni prescolari, sulle scuole elementari e sulle scuole superiori, nelle scuole di madrelingua slovena operanti sul territorio dei comuni bilingui, l'italiano sia insegnata come lingua obbligatoria, così come lo sloveno è insegnamento obbligatorio nelle scuole di madrelingua italiana.

### Svizzera

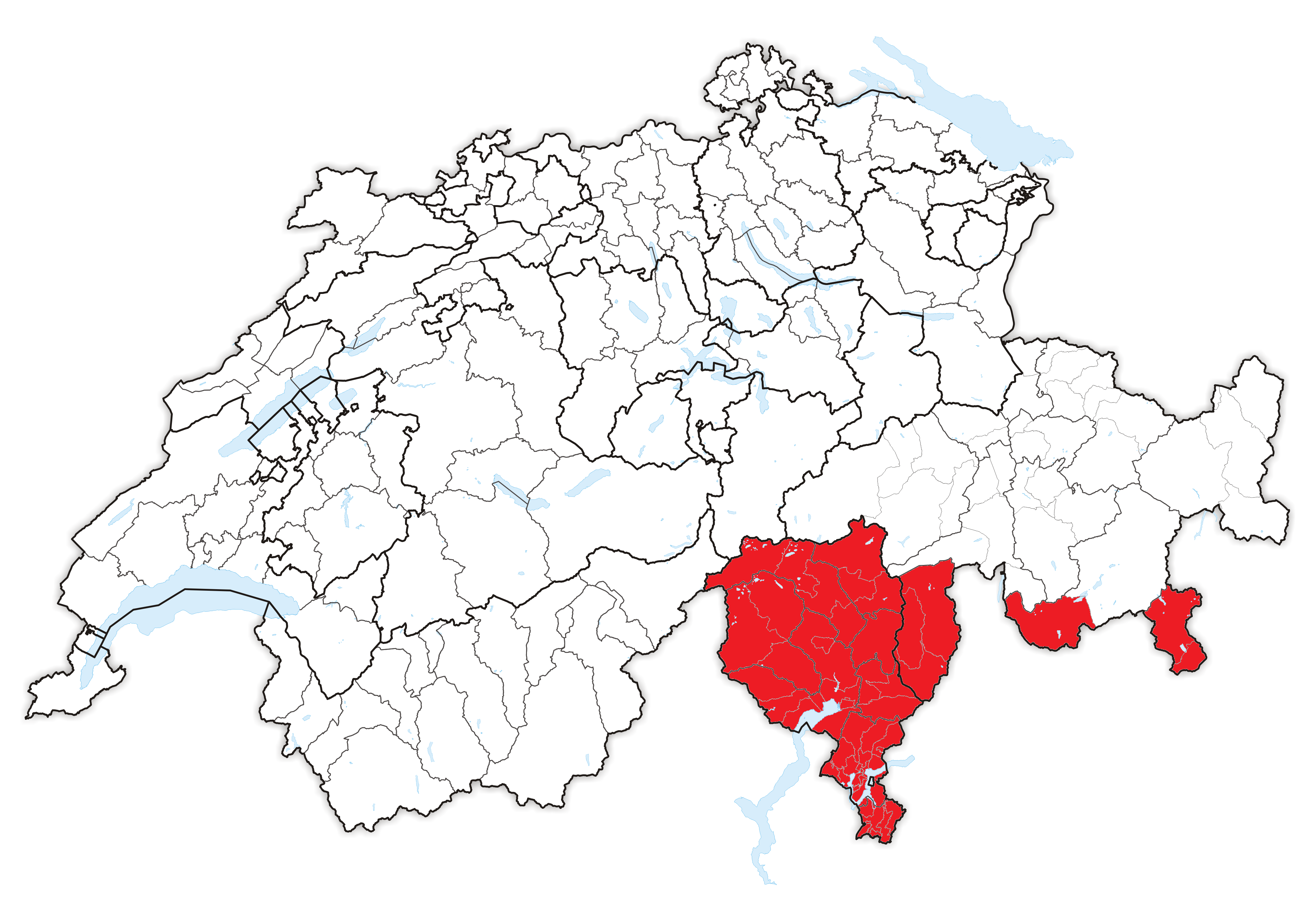
Aree di insediamento della comunità di madrelingua italiana in Svizzera
L’italiano è una delle quattro lingue nazionali in Svizzera (come stabilito dall'articolo 4 della Costituzione federale della Confederazione svizzera), e una delle tre ufficiali a livello federale (come stabilito dall'articolo 70). A livello cantonale è lingua ufficiale del Canton Ticino ed in alcune aree meridionali del canton Grigioni (in particolare, nel cosiddetto Grigioni italiano), che insieme costituiscono la Svizzera Italiana. A causa della massiccia emigrazione proveniente dall'Italia, l'italiano è diventato nel corso del Novecento una lingua di minoranza, priva di riconoscimento ufficiale, anche in altri cantoni (si vedano i casi del Canton Zurigo e del Canton Ginevra, dove nel 1970 oltre il 10% della popolazione dichiarava di essere di madrelingua italiana), ma negli ultimi decenni l'italofonia nei cantoni non appartenenti alla Svizzera Italiana è diminuita.

## Diffusione dell'italiano nel resto del mondo

### Argentina
Firmato per la prima volta nel 1997, e rinnovato nel 2010, l'accordo di cooperazione tra le autorità cittadine di Buenos Aires e il Consolato d'Italia della capitale garantisce l'insegnamento dell'italiano come lingua curricolare in 62 scuole della metropoli. I corsi sono attualmente frequentati da oltre 7.500 studenti, della cui istruzione si occupa la locale Società Dante Alighieri, ente esecutore dell'accordo.
Secondo le stime di Ethnologue ci sarebbero in Argentina 1.500.000 italofoni, che rendono l'italiano la seconda lingua più parlata in Argentina dopo lo spagnolo.
Esistono inoltre nel paese diverse associazioni culturali italiane (tra queste 126 sedi della Società Dante Alighieri) e un cospicuo numero di periodici in lingua italiana.

### Australia
In Australia, il censimento del 2006 colloca l'italiano al secondo posto (dopo l'inglese) tra le lingue più parlate in casa, con 316.893 parlanti (nel 2001 erano 353.605 gli Italo-australiani che parlavano italiano a casa, l'1,9% della popolazione).Gli italo-australiani secondo il censimento del 2006 sono il quarto gruppo etnico australiano (con 850.000 persone, dei quali 199.124 sono emigrati della prima generazione) dopo inglesi, scozzesi e irlandesi.

### Brasile
Il Brasile è la nazione, al di fuori dell'Italia, con il più alto numero di abitanti di origine italiana: lo è più del 18% sul totale dei brasiliani, ovvero quasi 33 milioni di italo-brasiliani. Tuttavia si stima che solo un quinto siano italofoni, o conoscano parzialmente l'italiano e/o uno dei dialetti parlati in Italia.

Gli Stati del Brasile con la più alta presenza di Italo-brasiliani sono:
- San Paolo è lo stato con la più alta concentrazione di italo-brasiliani
- Rio Grande do Sul
- Santa Catarina
- Mato Grosso do Sul
- Paraná
- Espírito Santo
- Minas Gerais

Recentemente l'italiano è stato riconosciuto "lingua etnica" della popolazione di Santa Teresa e di Vila Velha, due comuni dello stato dell'Espírito Santo, e come tale è insegnato come seconda lingua obbligatoria in tutte le scuole comunali.

### Canada
Secondo l'ultimo censimento del 2006 in Canada l'italiano è al terzo posto come lingua madre, con 660 945 parlanti, dopo l'inglese e il francese. L'italiano è più diffuso nelle aree metropolitane di Toronto, Montréal e Ottawa. Secondo il censimento del 2011, l'italiano nella zona di Toronto è parlato dal 3,5% della popolazione, pari a 195 000 persone, dato che ne fa la lingua più parlata dell'area urbana dopo l'inglese. Sempre a Toronto, l'1,5% della popolazione dichiara di parlare italiano come prima lingua a casa.

### Giappone
In Giappone la richiesta di apprendimento di italiano come lingua seconda è notevole: l'Ambasciata d'Italia a Tokyo calcola circa 10.000 studenti frequentanti a vario titolo corsi strutturati di lingua italiana, a cui si aggiungono 350.000 studenti fruitori di corsi televisivi e radiofonici di lingua italiana offerti dal servizio radiotelevisivo pubblico giapponese, per un totale di 360.000 parlanti non madrelingua di vari livelli.
In campo universitario, circa 80 atenei giapponesi propongono corsi di lingua italiana: l'offerta è sviluppata soprattutto in facoltà linguistiche o umanistiche, dove i corsi si affiancano a studi di letteratura, arte e storia italiana, ma è presente anche in facoltà scientifiche, che coordinano i propri piani di studio con approfondimenti linguistici.
In Giappone è attivo l'Istituto Italiano di Cultura di Tokyo, che insieme alla sua sezione di Osaka organizza corsi di lingua e cultura italiana, offre servizi bibliotecari e di reperimento di materiali in lingua italiana, eroga borse di studio a studenti di italiano giapponesi. L'Istituto e la sua sezione offrono inoltre gli stessi servizi anche alla comunità italiana in Giappone.
A questa rete si aggiunge poi la Società Dante Alighieri, radicata tramite i Comitati di Tokyo e Osaka e la sezione territoriale di Nagoya. Anche la Dante opera per la diffusione della lingua e della cultura italiane sia a favore della popolazione giapponese che della comunità italiana in Giappone, offrendo corsi di lingua per adulti e bambini, formando insegnanti di italiano e organizzando eventi culturali.

### Guatemala
Grazie alla politica di diffusione della lingua e della cultura italiane attuato dal ministero degli esteri italiano, lo studio della lingua italiana ha avuto uno sviluppo tendenzialmente crescente nei paesi della in America Centrale e Meridionale, tra cui anche il Guatemala. Nel paese è in vigore un Accordo triennale di Cooperazione Culturale, convertito in legge nel 2006, che eroga un contributo a sostegno della creazione di cattedre di lingua italiana in scuole e università guatemalteche.
Con circa 4.400 studenti iscritti, l'italiano è la terza lingua straniera più studiata, dopo l'inglese e il francese.
Alla domanda crescente di corsi di lingua italiana non risponde ancora la formazione di un sufficiente numero di insegnanti di italiano: attualmente le scuole e i centri dove s'insegna l'italiano sono concentrati esclusivamente a Città del Guatemala.

### Somalia
L'italiano in Somalia è stato lingua ufficiale fino al 1960, anno in cui terminò l'amministrazione fiduciaria italiana del paese. Esso è rimasto lingua veicolare dell'insegnamento universitario fino al 1991, allo scoppio della guerra civile, sperimentando comunque un calo dalla acquisizione dell'indipendenza del paese, e attualmente i parlanti appartengono soprattutto alle generazioni più anziane.
Tuttavia, a partire dal 2004, la Carta Federale di transizione della Repubblica Somala riconosce l'italiano e l'inglese come seconde lingue.
A questo si aggiunge l'attività del ministero degli esteri per una ripresa dei rapporti commerciali e culturali tra Italia e Somalia: tra gli obiettivi espliciti vi è anche l'impegno alla diffusione dell'italiano come lingua veicolare in Somalia, attraverso la promozione degli aspetti culturali ed economici.
L'Università nazionale somala fondata nel 1969 in cooperazione con l'Italia, chiusa nel 1991 in seguito alla guerra civile nel Paese, e riaperta nel 2014, dovrebbe tornare ad avere come lingua d'insegnamento anche l'italiano accanto a inglese, somalo e arabo, secondo quanto annunciato dall'Università stessa tramite il proprio profilo Twitter nell'ottobre di quell'anno.

### USA

Diffusione della lingua italiana negli Stati Uniti d'America secondo il censimento del 2000.

Per quanto riguarda gli Stati Uniti, il censimento del 2000 colloca l'italiano al 6º-7º posto tra le lingue più parlate in casa (1.008.370 parlanti). Nel Massachusetts (dove gli Italoamericani sono il 14,2% della popolazione) l'1% della popolazione al di sopra dei 5 anni parla abitualmente italiano a casa, mentre nel Rhode Island (19% di italoamericani) la percentuale sale all'1,39%, nel New Jersey (17,9% di italoamericani) all'1,48%, nel Connecticut (19,3% di italoamericani) all'1,59% e nello stato di New York (14,4% di italoamericani) all'1,65%.
La trasmissione intergenerazionale interna pare tuttavia incontrare diverse difficoltà, portando a una progressiva riduzione dell'uso dell'italiano in casa: il censimento del 2010 rileva 723.632 parlanti di italiano come prima lingua in casa.
Al tempo stesso cresce l'interesse per l'italiano come "lingua due" (lingua appresa successivamente a quella materna), con un continuo aumento degli iscritti ai corsi di italiano nel ciclo scolastico primario e secondario statunitense. Gli studenti di italiano nelle scuole primarie e secondarie erano 65.058 nel 2005, 77.615 nel 2008 e 80.752 nel 2009, con un aumento di 15.694 unità in circa quattro anni.
| Anno | Italofono | Popolazione USA | % Popolazione |
| ---- | --------- | --------------- | ------------- |
| 1910 | 1.365.110 | 92.228.496      | 1,480%        |
| 1920 | 1.624.998 | 106.021.537     | 1,533%        |
| 1930 | 1.808.289 | 122.775.046     | 1,473%        |
| 1940 | 1.561.100 | 132.164.569     | 1,181%        |
| 1960 | 1.277.585 | 179.323.175     | 0,712%        |
| 1970 | 1.025.994 | 203.392.031     | 0,504%        |
| 1980 | 1.618.344 | 226.545.805     | 0,714%        |
| 1990 | 1.308.648 | 248.709.873     | 0,526%        |
| 2000 | 1.008.370 | 281.421.906     | 0,358%        |
| 2010 | 723.632   | 308.745.538     | 0,234%        |

Secondo il censimento del 2000, l'italiano è la seconda lingua più parlata a casa, dopo l'inglese in quattro contee statunitensi: Macomb (Michigan), Lawrence (Pennsylvania), Brooke (Virginia Occidentale) e Hancock (Virginia Occidentale); esso è diffuso in tutti e 50 gli Stati americani e parlato in 1290 contee, in 998 delle quali è tra le prime 10 lingue.
| Posizione | Contea            | Italiano % | Numero di parlanti |
| --------- | ----------------- | ---------- | ------------------ |
| 1°        | Richmond, N.Y.    | 4,395%     | 18.190             |
| 2°        | Westchester, N.Y. | 3,496%     | 30.040             |
| 3°        | Putnam, N.Y.      | 3,176%     | 2.815              |
| 4°        | Nassau, N.Y.      | 2,828%     | 35.305             |
| 5°        | Bergen, N.Y.      | 2,649%     | 21.960             |
| 6°        | Passaic, N.Y.     | 2,321%     | 10.500             |
| 7°        | Queens, N.Y.      | 2,127%     | 44.410             |
| 8°        | Schenectady, N.Y. | 2,116%     | 2.905              |
| 9°        | Kings, N.Y.       | 2,104%     | 48.075             |
| 10°       | New Haven, Conn.  | 2,051%     | 15.820             |
| 11°       | Suffolk, N.Y.     | 1,933%     | 25.500             |
| 12°       | Middlesex, Conn.  | 1,896%     | 2.750              |
| 13°       | Fairfield, Conn.  | 1,741%     | 14.260             |
| 14°       | Macomb, Mich.     | 1,728%     | 12.735             |
| 15°       | Hudson, N.J.      | 1,693%     | 9.660              |
| 16°       | Suffolk, Mass.    | 1,629%     | 10.610             |
| 17°       | Litchfield, Conn. | 1,605%     | 2.750              |
| 18°       | Morris, N.J.      | 1,598%     | 6.990              |
| 19°       | Washington, R.I.  | 1,597%     | 1.850              |
| 20°       | Providence, R.I.  | 1,595%     | 9.295              |

### Tunisia
Negli ultimi anni si è assistito a un consistente incremento dell'interesse verso la lingua e la cultura italiana in tutta la Tunisia, sia a livello di scuola secondaria di secondo grado sia a livello universitario.
Secondo i dati forniti dall'Istituto Italiano di Cultura (IIC) tunisino, l'italiano è insegnato in 290 licei, distribuiti su tutto il territorio, dove viene offerto come lingua opzionale negli ultimi due anni del ciclo secondario. Nel 2007 è stato scelto come lingua straniera da 56.000 studenti, di cui 28.000 hanno affrontato e superato la prova di lingua italiana nell'ambito dell'esame di maturità. Attualmente vi sono più di 500 docenti tunisini laureati e abilitati all'insegnamento dell'italiano, per i quali ogni anno l'IIC organizza specifici corsi di aggiornamento, in collaborazione con il ministero dell'educazione e della formazione tunisino.
In campo accademico, l'insegnamento della lingua italiana è impartito in sei delle dieci università presenti nel paese: nel 2008-2009 il numero di iscritti ai corsi era pari a circa 3.500 unità. L'università La Manouba ha inoltre attivato, da alcuni anni, un Master e un Dottorato in italianistica.
Corsi di italiano sono organizzati anche dall'IIC e dalla Società Dante Alighieri, attiva nel paese dal 1892. L'apprendimento attivo e il perfezionamento della lingua sono favoriti anche dai numerosi partenariati tra i due paesi in campo mediatico: grazie a un accordo tra RAI e governo tunisino, risalente agli anni'60, i programmi della rete pubblica erano ricevuti in tutto il territorio nazionale fino all'estate 2015, e attualmente solo sui comuni costieri tramite gli impianti situati in Sicilia e Sardegna. A questo si aggiungono il programma radiofonico "Tunisi internazionale radiofonica" e Il Corriere di Tunisi, giornale quindicinale disponibile anche in linea.

### Uruguay
In Uruguay i discendenti degli italiani rappresentano oltre il 40% della popolazione, oltre 1.300.000 persone, alle quali si aggiungono 100.000 cittadini italiani residenti.
Nel 2006, dopo 60 anni, l'italiano ha perso lo status di lingua obbligatoria nei licei umanistici del paese. L'evento è stato anche caratterizzato dall'assenza di una seria reazione istituzionale italiana. Le istituzioni italiane hanno preso alcune contromisure: 
1. un progetto congiunto del Consolato italiano e del ministero dell'istruzione uruguaiano (ANEP) ha portato l'italiano nelle scuole primarie del paese, dove viene attualmente insegnato a 14.000 bambini;
2. agendo sulle singole strutture, lo status dell'italiano è stato mantenuto nelle scuole superiori: sono attualmente 70 le scuole in tutto il paese dove si studia italiano;
3. nei 23 Centri di Lingua Straniera extra-scolastici del paese, l'italiano è la seconda lingua straniera più studiata, con il 24% degli studenti, dietro al portoghese con il 45%.

### Venezuela

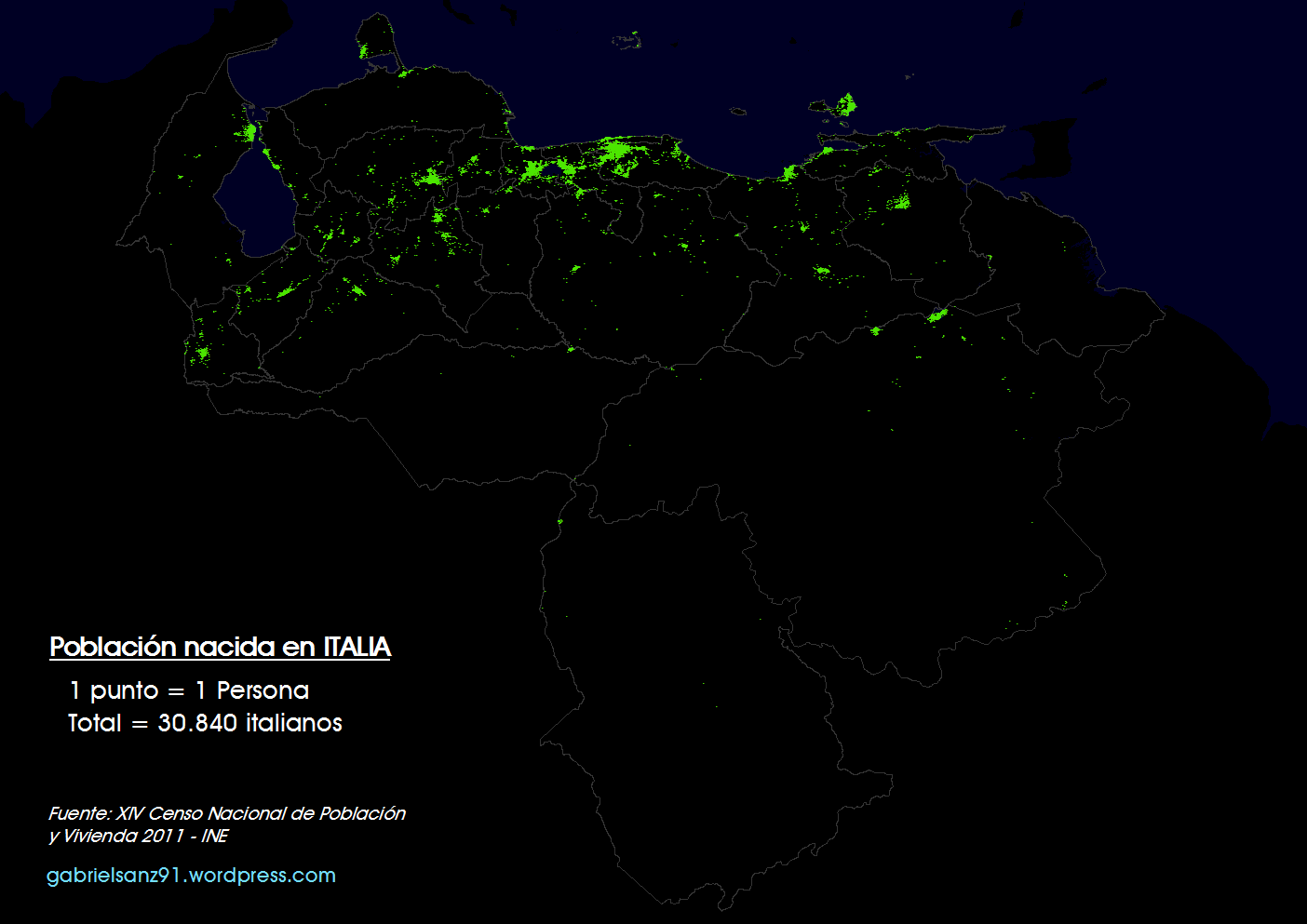
Aree di concentrazione della comunità italiana in Venezuela (in verde).

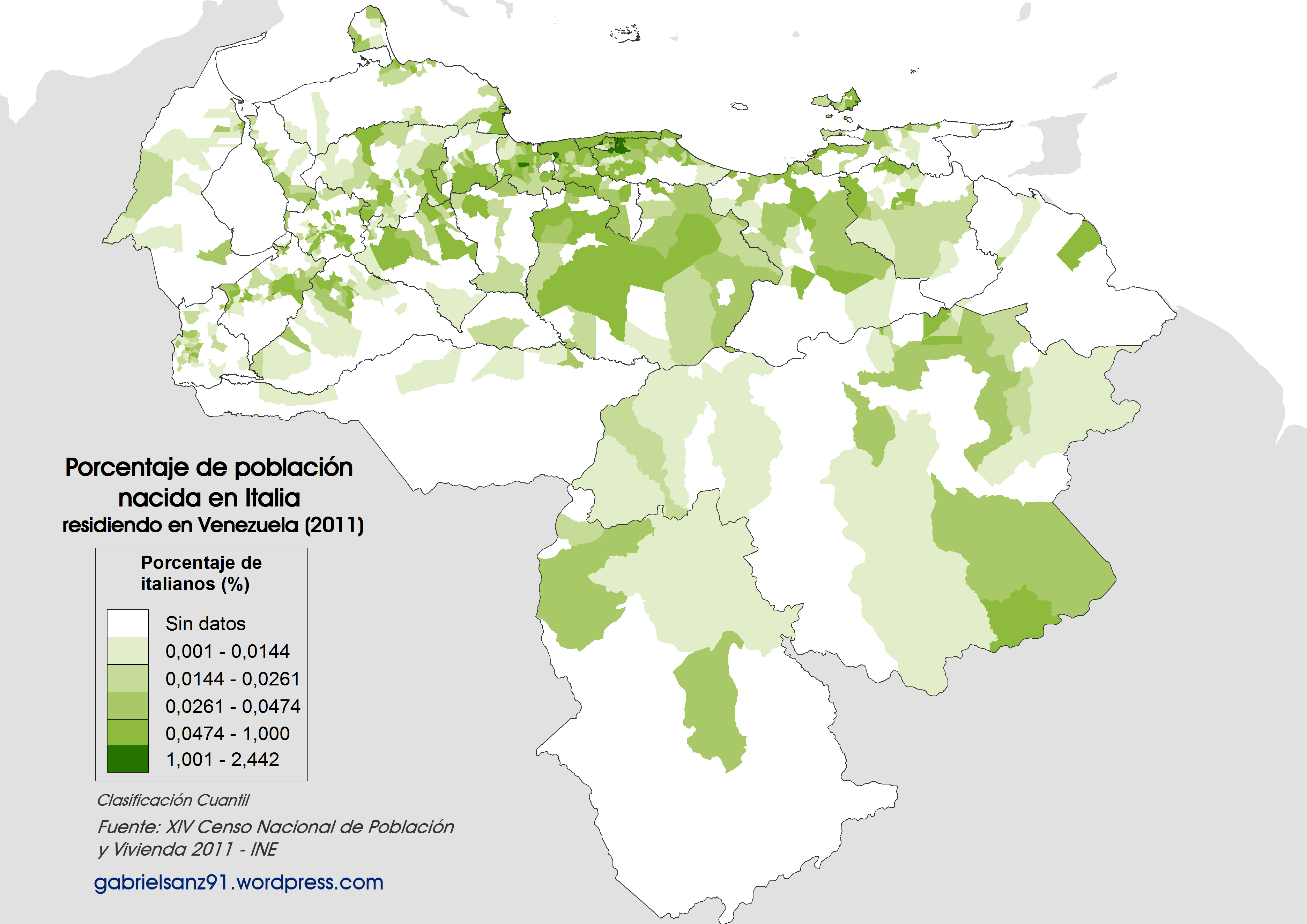
Diffusione della lingua italiana nelle parrocchie del Venezuela (in percentuale).

In Venezuela l'italiano è la lingua straniera più diffusa dopo l'inglese, insegnato in molte scuole del paese e sostenuto dalla presenza della Società Dante Alighieri, con sede venezuelana a Maracay. La lingua italiana è anche intesa, se non parlata, da molti venezuelani che non hanno ascendenze italiane ma che per ragioni familiari, di studio o di lavoro sono entrati in contatto con la comunità italiana, massicciamente presente soprattutto in alcune importanti città della zona centro-settentrionale del paese (Caracas, Valencia, Maracay, ecc.).
La lingua italiana nel Venezuela sta inoltre influenzando con modi di dire e prestiti lo spagnolo venezuelano e viene studiata con interesse sempre maggiore da molti italo-venezuelani delle nuove generazioni.
L'italiano come lingua acquisita o riacquisita è largamente diffuso in Venezuela: recenti studi stimano circa 200.000 studenti di italiano nel Paese.
L'insegnamento della lingua italiana è garantito da un numero consistente di scuole ed istituzioni private venezuelane, presso le quali sono attivi corsi di lingua e letteratura italiana. Analoghi corsi sono organizzati con i finanziamenti erogati dal ministero degli esteri e dalle associazioni regionali.
Dall'anno scolastico 2001-2002 la disciplina Lingua Italiana è obbligatoria nelle scuole italovenezuelane. L'orario settimanale massimo fissato per l'italiano è di cinque ore, e non vi è nessun'altra materia presente in tutti gli ordini e gradi di scuola venezuelana per la quale l'ordinamento locale preveda un orario superiore, nemmeno lo spagnolo. Inoltre, fatto ancora più eccezionale, la disciplina viene integrata organicamente in tutte le tappe della formazione scolastica pre-universitaria, dal prescolar (scuola materna) all'ultimo anno del bachillerato, o Ciclo Diversificado (media superiore).
Il Governo Venezuelano si è infine reso promotore nel 2002 di un provvedimento normativo che ha imposto l'obbligatorietà dell'insegnamento dell'italiano come seconda lingua in un consistente numero di Istituti Scolastici pubblici e privati del Paese.